# Piazza Barberini

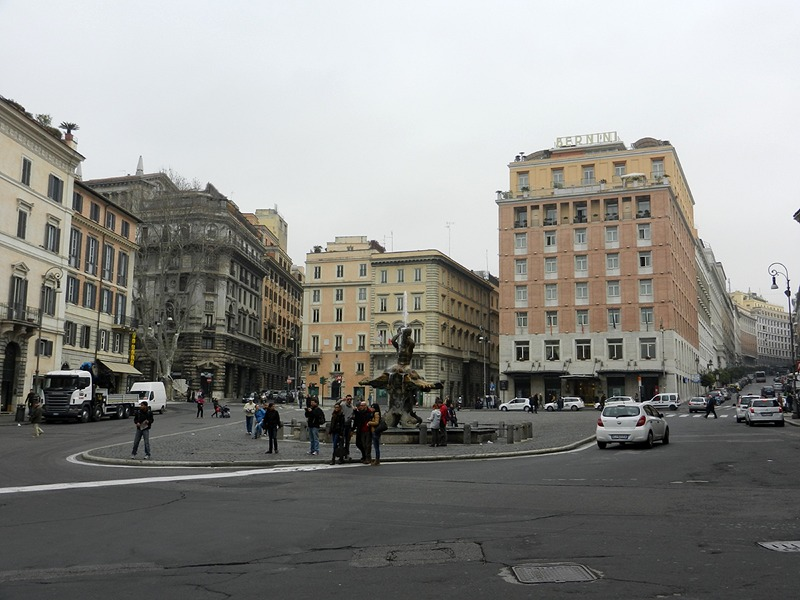
Vista da praça com a Fontana del Tritone em primeiro plano.

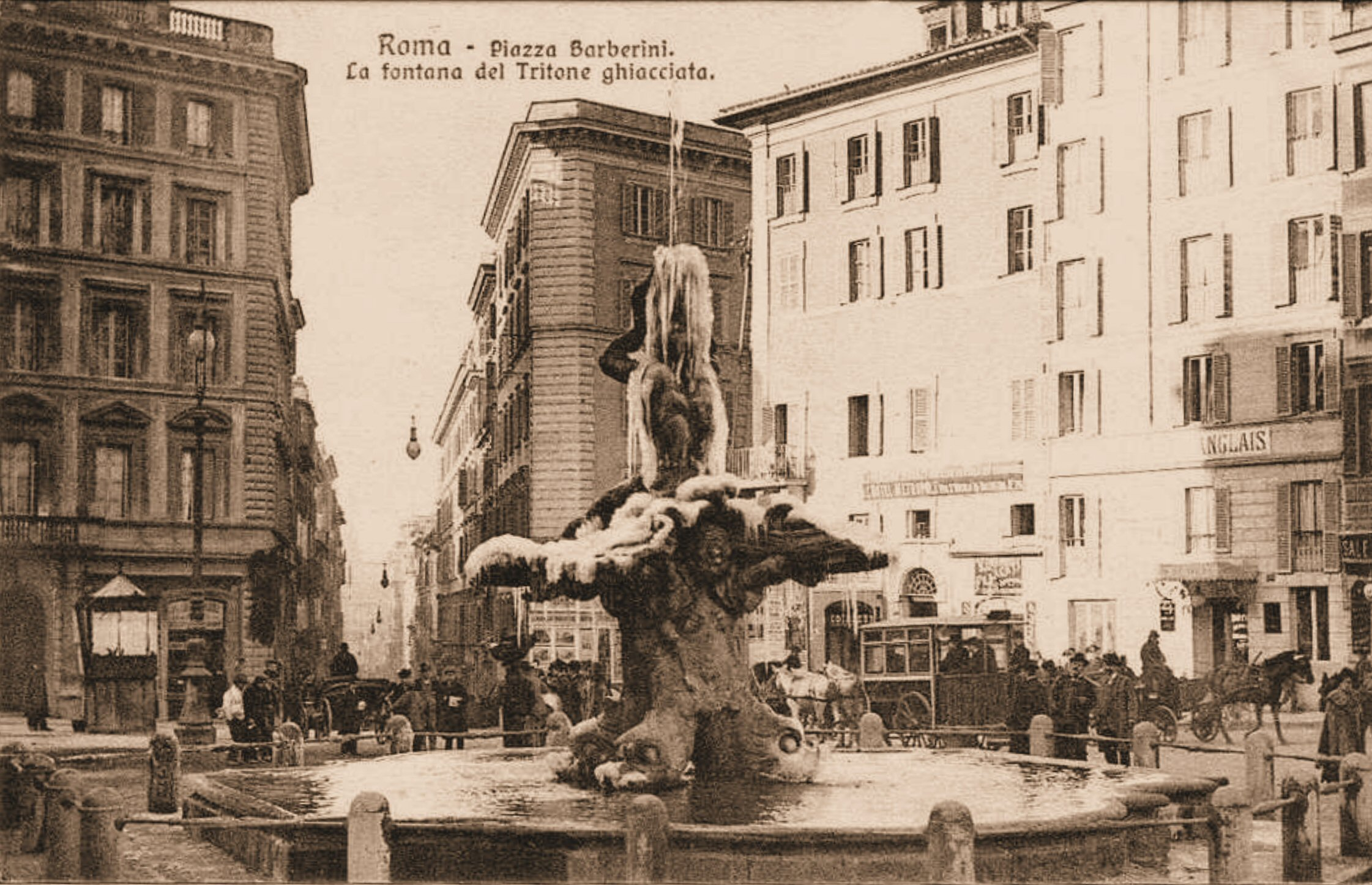
Cartão-postal antigo.

Piazza Barberini é uma grande praça no centro histórico de Roma, Itália, localizada no monte Quirinal. Foi criada no século XVI, mas muitos dos seus edifícios originais foram reconstruídos depois disto.

## História
O nome atual da praça foi dado em 1625, quando ela tomou emprestado o nome do Palazzo Barberini, o grande palácio barroco construído numa posição elevada no lado sul da praça para a família Barberini. Originalmente havia um grande portão de entrada para o palácio, projetado pelo pintor e arquiteto barroco Pietro da Cortona, no canto sudeste da praça, mas ele foi demolido para abrir espaço para a construção de uma nova rua no século XIX. Porém, sabe-se como ele parecia através de gravuras e fotografias antigas da praça.
No centro da praça está a Fontana del Tritone ("Fonte do Tritão") (1642–3), esculpida por Bernini. Outra fonte, a Fontana delle Api (1627–9), também de Bernini, está na vizinha Via Vittorio Veneto, mas esta foi reconstruída de forma algo arbitrária depois de ter sido removida de sua localização anterior, na esquina de um palácio onde a Piazza Barberini se encontrava com a Via Sistina.
Até o século XVIII, cadáveres de mortos desconhecidos eram exibidos ali para que a população os identificasse. Entre 1632 e 1822, a praça abrigava um antigo obelisco, mas ele foi transferido para a Villa Medici.

## Geografia atual
Atualmente, a praça é um dos grandes cruzamentos do tráfego de automóveis de Roma e, desde 1980, acomoda uma estação do metrô.